# Bernard Kryszkiewicz

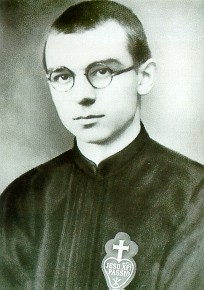
Bernard Kryszkiewicz

Bernard Kryszkiewicz CP (* 2. Mai 1915 in Mława, Polen als Zygmunt Kryszkiewicz; † 7. Juli 1945 in Przasnysz) war ein polnischer römisch-katholischer Priester und Passionist. Im Rahmen des Seligsprechungsprozesses erhob ihn Papst Franziskus 2021 zum ehrwürdigen Diener Gottes.

## Leben
Kryszkiewicz wuchs mit seinen Eltern Tadeusz und Apolonia (geb. Gołębiewska), seinen drei Schwestern und drei Brüdern in Mława auf. Kurzzeitig lebte er bei seiner Großmutter in Lubawa, nachdem sein Vater kriegsbedingt nach Sibirien geschickt wurde. Ab 1921 besuchte er die Schule der Passionisten in Przasnysz, wo er das Ordensleben und die Spiritualität der Gemeinschaft kennen lernte und eine Berufung zum gottgeweihten Leben verspürte. Während dieser Zeit korrespondierte er intensiv mit seiner Familie. Das Archiv der Passionisten in Warschau führt 117 Briefe Kryszkiewiczs, die sein spirituelles und religiöses Leben akribisch dokumentierten. Im Herbst 1933 trat Kryszkiewicz unter dem Ordensnamen Bernard von der Mutter der schönen Liebe als Novize in das Passionistenkloster Sadowie ein. Am 11. November 1934 folgte die zeitlichen und am 11. November 1937 die ewigen Gelübde. Zwischenzeitlich begann er in Rom ein Theologiestudium im Generalhaus in Monte Celio; am 3. Juni 1938 empfing er in Santi Giovanni e Paolo die Priesterweihe.
In Rom machten sich bei Kryszkiewicz erstmalig starke gesundheitliche Beschwerden bemerkbar, sodass er wegen zunehmender Verschlechterung wieder nach Polen zurückgesandt wurde. Zunächst wirkte er in Sadowie, anschließend in Pęcherach, Gmina Piaseczno. Nach dem Überfall auf Polen 1939 bekleidete er die Pfarrstelle von Rawa Mazowiecka, von wo er aus kleinere Leitungsfunktionen übernahm und eine rege Beichtpraxis förderte. Als die Front im Januar 1945 näher rückte und die Stadt zum Angriffsziel für Luftangriffe der Roten Armee wurde, suchte Kryszkiewicz während der Kampfhandlung mit bloßen Händen nach Verschütteten und spendete Sterbenden auf der Straße die Krankensalbung. Nach der Bombardierung überstieg die Zahl der Verletzten die Kapazitäten der lokalen medizinischen Versorgung, zumal das örtliche Krankenhaus durch den Bombenhagel zerstört worden war. Kryszkiewicz öffnete daraufhin die Klausur des Passionistenklosters für Kranke und Verwundete und richtete ein provisorisches Krankenhaus ein. Nach Kriegsende und der Befriedung Polens übernahm Kryszkiewicz die Klosterleitung. Ab März 1945 mobilisierte er Kräfte zum Wiederaufbau der zerstörten Kirche und weiterer Gebäude des Ortes.
Während eines Besuchs in seiner Heimatstadt Mława diagnostizierten Ärzte im Juni 1945 eine fortgeschrittene Infektion mit Typhus. Kryszkiewicz starb am 7. Juli 1945 im Alter von 30 Jahren im Krankenhaus von Przasnysz. Sein Leichnam wurde in der Krypta der Passionistenkirche in Przasnysz beigesetzt. Am 29. März 1989 wurden seine sterblichen Überreste exhumiert, in einem Sarkophag umgebettet und in der Kirche beigesetzt.

## Seligsprechungsprozess
Der Seligsprechungsprozess für Kryszkiewicz begann am 11. Juni 1983. Die diözesanen Untersuchungen erfolgten im Bistum Płock. Am 22. Mai 2021 sprach Papst Franziskus Kryszkiewicz den sogenannten heroischen Tugendgrad zu, eine Vorstufe zur Seligsprechung. Aktueller Postulator ist der Passionist Cristiano Massimo Parisi. Unterstützt wird die Seligsprechung von den Passionisten in Polen.